# Salomon Samuel

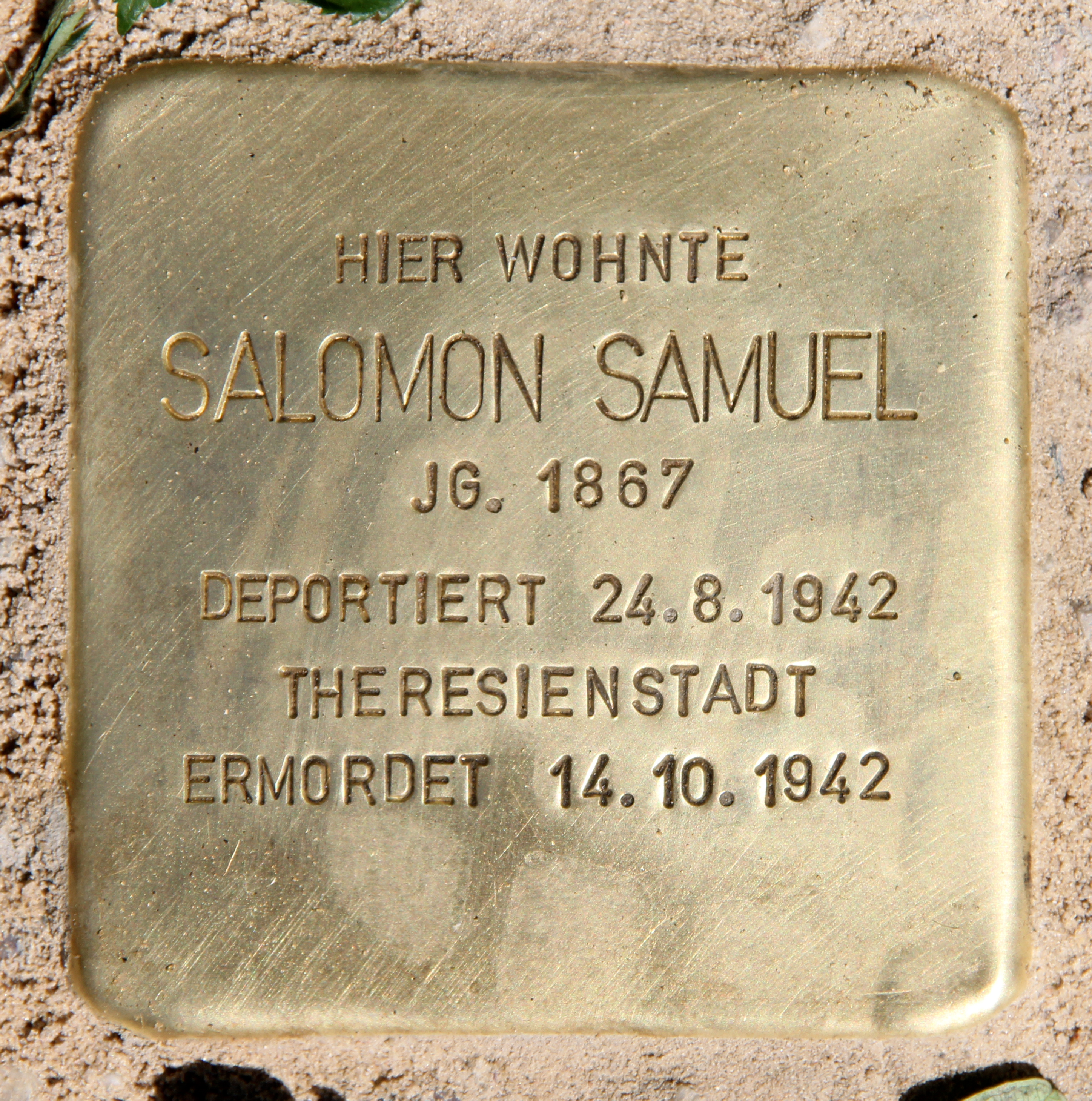
Stolperstein am Haus, Margaretenstraße 2, in Berlin-Grunewald

Salomon Samuel (* 6. Oktober 1867 in Culm, Provinz Preußen; † 14. Oktober 1942 im KZ Theresienstadt) war ein deutscher Rabbiner, Philologe und Autor.

## Leben
Geboren im Jahr 1867 als Sohn eines Chasans und Religionslehrers, ging Salomon Samuel 1886 mit abgeschlossener Gymnasialbildung nach Berlin, wo er an der Universität sprachwissenschaftliche, historische und philosophische Studien aufnahm und sich an der Lehranstalt für die Wissenschaft des Judentums der theologischen Ausbildung widmete. Im Jahr 1893 promovierte ihn die Universität Halle-Wittenberg zum Dr. phil.
Von 1894 bis 1932 war Samuel erster Rabbiner der Essener Synagogengemeinde und lehrte als reformorientierter und antizionistischer Religionspädagoge an der jüdischen Volksschule. Sein Aufgabengebiet war vor dem Ersten Weltkrieg durch den Neubau der Synagoge dominiert, dessen Mitinitiator er war. Mitten in der Innenstadt sollte das Haus die Ankunft des Judentums in der deutschen Gesellschaft versinnbildlichen.

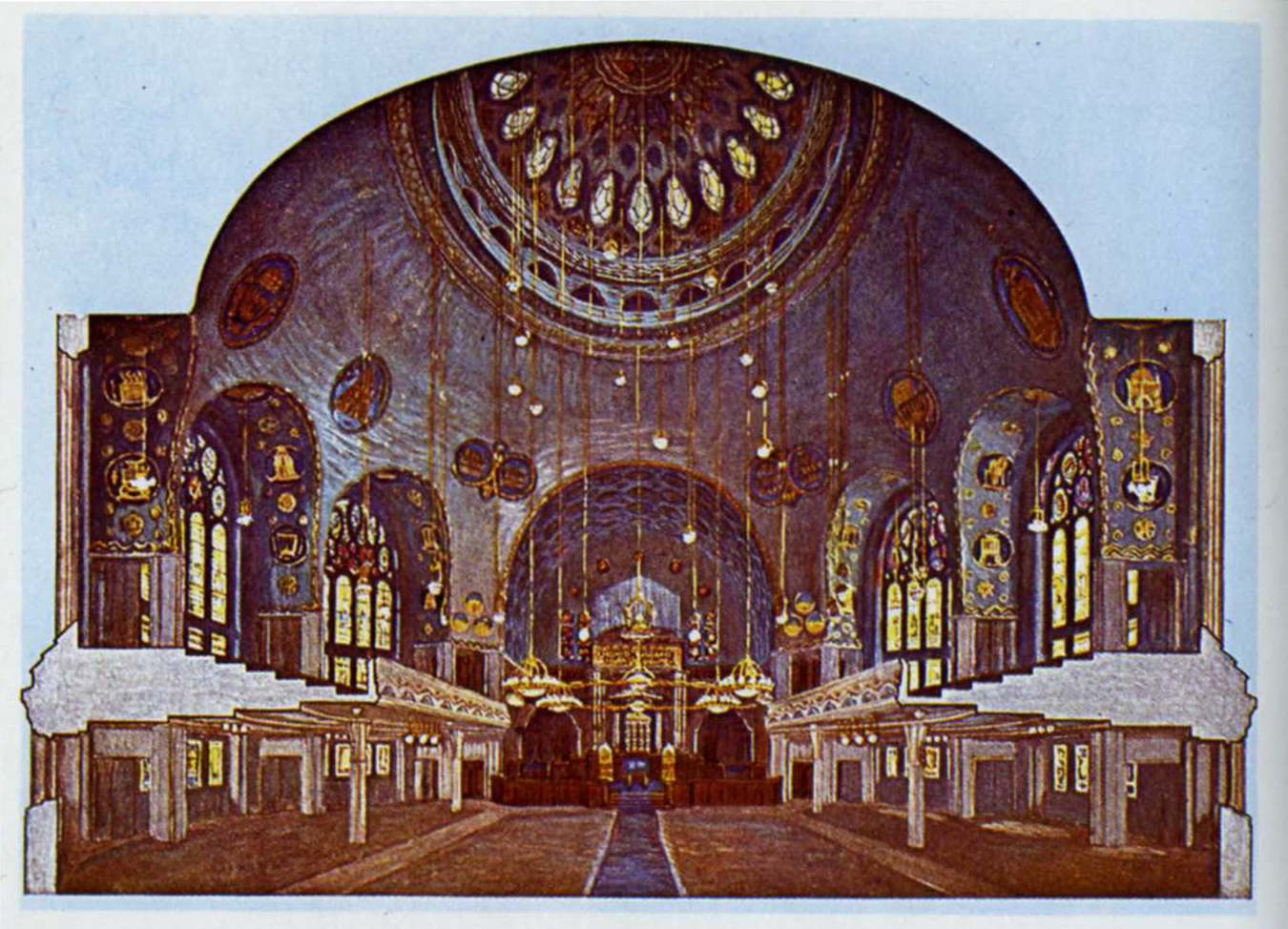
1913: Neue Synagoge Essen – Innenraum

Nach Plänen des Architekten Edmund Körner wurde die Essener Synagoge in zwei Jahren samt Wochentagssynagoge, Lehrräumlichkeiten, Gemeindesaal, Sekretariat, Bibliothek, Garten sowie Rabbiner- und Kantorwohnungen im angebauten Rabbinerhaus fertiggestellt und am 25. September 1913 eingeweiht. Dem Architekten hatte der Rabbiner wertvolle Anregungen zur Ausgestaltung des gewaltigen Bauwerks gegeben hinsichtlich des ornamentalen Schmucks unter Verwendung der Überlieferung des Judentums, insbesondere der zu verwertenden Symbole für die Mosaiken und Glasmalereien. Anlässlich der Einweihung der neuen Synagoge verlieh Kaiser Wilhelm II. an Samuel den Roten Adlerorden IV. Klasse. Fünfundzwanzig Jahre später fiel auch diese Synagoge, eine der anerkannt schönsten in Deutschland, den Flammen der nationalsozialistischen Novemberpogrome zum Opfer. 
Während seiner 38 Jahre dauernden Amtsperiode als erster Rabbiner der Essener Synagogengemeinde zeichnete er sich durch stetige Duldsamkeit und Fürsorge für Notleidende aus. Wie seine 1899 geehelichte Frau Anna (1874–1942), geborene Friedlaender und Absolventin einer Malschule, sich als Vorsitzende des Israelitischen Frauenvereins und als tätiges Mitglied der Essener Ortsgruppe der Internationalen Friedensgesellschaft engagierte, setzte sich Salomon Samuel unermüdlich für gesellschaftliche Integration ein: Er war Gründer und Vorsitzender des Literaturvereins, dessen auswärtige Redner oft im Hause Samuel beherbergt wurden, Gründer auch des jüdischen Jugendvereins und Mitglied der Vereinigung für das liberale Judentum. Beachtlich sind seine tätigen Mitgliedschaften u. a. im Rheinisch-Westfälischen Rabbinerverband, im Verein israelitischer Lehrer von Rheinland und Westfalen und in der Kommission zur Beratung von Schulangelegenheiten, im Verband der deutschen Juden und im Historischen Verein für Stadt und Stift Essen. Durch Vorträge und Lehrveranstaltungen wirkte er mit in den Essener Akademischen Kursen  und in der städtischen Volkshochschule. Groß waren während seines Wirkens immer die Anforderungen der Wohlfahrtspflege, der Strom der Flüchtlinge aus dem Osten riss selten ab, besonders nach den russischen Pogromen. Nach Darstellung seines Sohnes Hans Jochanan erwies er sich als „ein wahrer Vater der Armen und Bedrückten, der Ruf seiner hochherzigen Gesinnung wurde in weite Fernen getragen“.

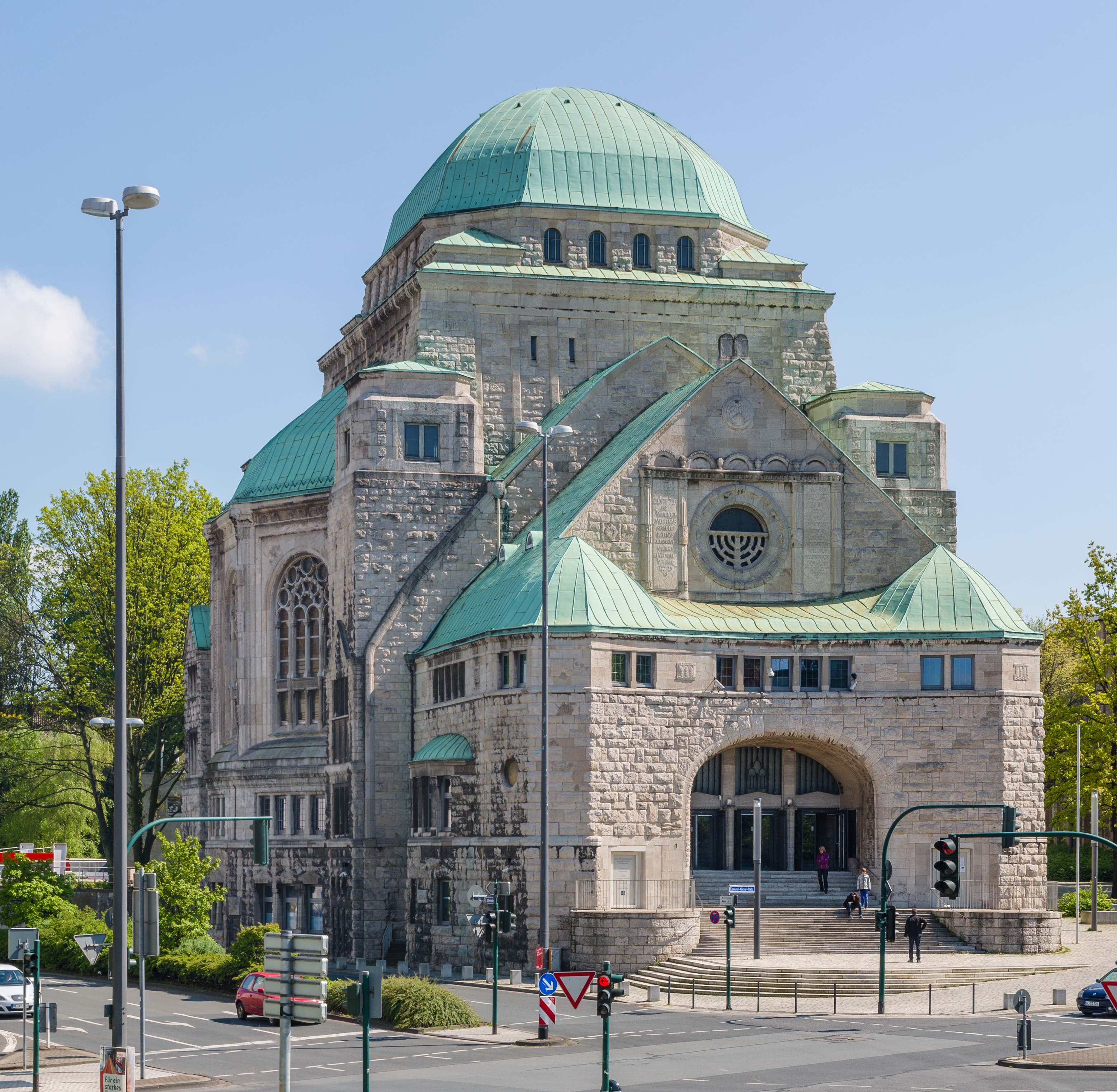
2014: Alte Synagoge Essen – Haus jüdischer Kultur

Beispielsweise wurde als letzter Gabbe der Essener Synagoge vor deren Zerstörung der aus Polen mit seiner Familie geflüchtete Isaak Weltz-Bezem beschäftigt; diese Familie wurde wiederum Ende Oktober 1938 in der „Polenaktion“ von  Deutschland nach Polen ausgewiesen; dem noch vor dem deutschen Überfall auf Polen nach Palästina emigrierten jüngsten Sohn, Leo Weltz-Bezem, dem hernach international bekannt gewordenen israelischen Maler und Bildhauer Naftali Bezem, ist es wesentlich mit zu verdanken, dass der zerstörte Sakralbau anhand originaler Unterlagen restauriert werden konnte und nunmehr als Gedenkstätte „Alte Synagoge Essen“ dienen kann.
Salomon Samuel führte mit seiner Frau Anna ein offenes Haus; sie hatten vier Kinder, alle vier emigrierten später nach Palästina / Israel: Ludwig Elieser (1900–1966) – er wurde promovierter Politikwissenschaftler und Diplomat; Eva Chavah (1904–1989) – sie wurde eine weithin anerkannte Keramikerin; Edith: (1907–1964) – sie wurde als Bildhauerin, Zeichnerin und Puppenmacherin bekannt; und Hans Jochanan (1901–1976) – er wirkte als Organist und Komponist. Von diesem „liebevollen, geisterfüllten, im schönsten Sinne menschlich kultivierten Paar“ schwärmte in einer autobiographischen Skizze Annas Bruder, der Philosoph und Schriftsteller Salomo Friedlaender/Mynona, und notierte, dass er jährlich einige Wochen in Essen zubrachte und dabei durch seinen Schwager den Essener Juristen und Philosophen Ernst Marcus kennen lernte, den er alsbald als „unvergleichlichen Denker“, als „wiedererstandenen Kant“ und als „Krupp der Logik“ apostrophierte. Mit Salomon Samuels Bruder Ernst (1878–1943), der sich als Autor und Publizist Anselm Ruest nannte, war Salomo Friedlaender/Mynona von 1919 bis 1925 Mitherausgeber der an  Max Stirner orientierten Zeitschrift „Der Einzige“. 
Nach dem Abschied von seiner Essener Gemeinde im Dezember 1932 lebte Salomon Samuel im Ruhestand in Berlin, wo er sich noch Aufgaben der rabbinischen Betreuung in Berliner Altersheimen widmete und zudem umfangreiche Studien in der Staatsbibliothek betrieb. Neben einer universalen Allgemeinbildung war er gründlicher Kenner des mittelalterlichen wie des neuhebräischen jüdischen Schrifttums, las die in arabischer, englischer, spanischer und italienischer Sprache verfassten jüdischen Schriften im Urtext. Er übte noch rabbinische Funktionen vor allem in Altenheimen aus und bereitete in den letzten Jahren religionswissenschaftliche und gottesdienstliche Werke vor, Arbeiten über neue hebräische Literatur und jüdisch-spanische Dichtung. Und in einem hinterlassenen umfangreichen Manuskript mit dem Arbeitstitel 5600 – 5700, Rückblick auf ein Jahrhundert jüdischer Weltenära, analysiert er die sich in diesem Zeitraum der Emanzipation entwickelnden Strömungen, wie Orthodoxie und Liberalismus.
Zusammen mit den Insassen des jüdischen Altersheims Berlin-Köpenick, mit seiner Frau und seiner Schwester Cäcilie wurde Salomon Samuel am 24. August 1942 in das Ghetto Theresienstadt deportiert, wo er, seine Frau und seine Schwester im Oktober 1942  umgekommen sind.

## Veröffentlichungen (Auswahl)
- 1893: Das Gedicht Teḳḳaf l'Arēstotalîs. Als Beitrag zur syrischen Original-Lexikographie und -Grammatik' zum 1. Male aus Handschriften der Berliner Kgl. Bibliothek ediert, übersetzt und commentiert. 1. Teil (Dissertation Halle)
- 1905: Geschichte der Juden in Stadt und Stift Essen bis zur Säkularisation des Stiftes, von 1291 bis 1802; Essener Beiträge, Heft 26.
- 1913: Zur Weiterbildung des Judentums : eine Würdigung der „Richtlinien zu einem Programm für das liberale Judentum“ und Kritik der gegen sie gerichteten Angriffe.
- 1913: Geschichte der Juden in Stadt und Synogogenbezirk Essen von der Einverleibung Essens in Preußen (1802) bis zur Errichtung der Synagoge am Steeler Tor (1913). Festschrift zur Weihe der Synagoge; im Auftrage der Gemeindevertretung quellenmässig bearbeitet.
- 1915: Bibel und Heldentum. Fünf Kriegsvorlesungen; gehalten in den Akademischen Kursen zu Essen im Wintersemester 1914/15.
- 1930: Festschrift zum 25-jährigen Bestehen des Israelitischen Altersheims in Unna 1905-1930.
- 1930: SINAI. – Ein Lehrbuch jüdischer Religion.
- 1936: Die messianische Erwartung; Artikelserie in der Beilage der Jüdisch-Liberale Zeitung : Jüdische Theologie (August 1936).
- 1936: Ein Urkundenwerk zur mittelalterlichen Geschichte der Juden; in: Der Morgen : Monatsschrift der Juden in Deutschland (Heft 9 / 1936), S. 430–432.
- 1937: Der Dichter Salomo ben Meschullam Dapiera und die Frage seines Glaubenswechsels; in: Monatsschrift für Geschichte und Wissenschaft des Judentums (1937 / Heft 6, S. 481–496).